# Greg Grunberg
Greg Grunberg (Los Angeles, 11 de julho de 1966) é um ator norte-americano. Ele é conhecido pelo personagem Matt Parkman em Heroes. Além de outros notáveis papéis como o personagem Sean Blumberg em Felicity (1998-2002) e Eric Weiss em Alias (2001-2006), ambos criados e produzidos por um amigo de infância, J. J. Abrams. Também participou de episódios de Hawaii-5.0, como policial de investigação.

## Trabalhos
| 1996      | The Pallbearer                   | Bobby                      | Filme       |
| 1997      | Picture Perfect                  | Date #1                    | Filme       |
| 1998      | BASEketball                      | Wilke                      | Filme       |
| 1998      | Senseless                        | Steve                      | Filme       |
| 1998      | Diagnosis: Murder                | Brad Carver                | Série de TV |
| 1998-2002 | Felicity                         | Sean Blumberg              | Série de TV |
| 2000      | Hollow Man                       | Carter Abbey               | Filme       |
| 2001-2006 | Alias                            | Eric Weiss                 | Série de TV |
| 2002      | Austin Powers in Goldmember      | Shirtless Fan T            | Filme       |
| 2003      | Malibu's Most Wanted             | Brett                      | Filme       |
| 2004      | The Dead Zone                    | Frankie Cantrell           | Série de TV |
| 2004      | The Ladykillers                  | TV commercial director     |             |
| 2004      | Connie and Carla                 | Studio tour guide          | Filme       |
| 2004      | Lost                             | Seth Norris (Pilot)        | Série de TV |
| 2005      | Condemned: Criminal Origins      | Ethan Thomas               | Videogame   |
| 2006      | Monk                             | Jack Leverett              | Série de TV |
| 2006      | The Jake Effect                  | Nick Case                  | Série de TV |
| 2006      | The Darkroom                     | Bob                        | Filme       |
| 2006      | Mission: Impossible III          | Kevin                      | Filme       |
| 2006      | House, M.D.                      | Ronald Neuberger           | Série de TV |
| 2006-2010 | Heroes                           | Matt Parkman               | Série de TV |
| 2007      | TimeShift                        | Commander Mason Cooke      | Videogame   |
| 2008-2009 | Head Case                        | Himself                    | Série de TV |
| 2009      | Star Trek                        | James T. Kirk's stepfather | Voz         |
| 2009      | Super Hero Squad Show            | Antman                     | Voz         |
| 2010      | Halo: Reach                      | 'Trooper 2'                | Videogame   |
| 2010      | Kill Speed                       | Chief of Police            | Filme       |
| 2010      | Group Sex                        | Jerry                      | Filme       |
| 2011      | Love Bites                       | Judd Rousher               | Série de TV |
| 2011      | L.A. Noire                       | 'Hugo Moller'              | Videogame   |
| 2012      | The Client List                  | 'Dale Locklin'             | Série de TV |
| 2013      | End of the World                 | Owen Stokes                | telefilme   |
| 2013      | Masters Of Sex                   | Gene Moretti               | Série de TV |
| 2015      | Star Wars - O Despertar da Força | Snap Wexley                | Filme       |
| 2020      | The Boys                         | Ator no filme dos Herois   | Série de TV |